# Пережить желание
«Пережить желание» (англ. Surviving Desire) — фильм-драма американского режиссёра Хэла Хартли, отснятый в качестве экспериментального учебного материала киномастерской.

## Сюжет
Преподаватель русской литературы Джуд обожает Достоевского и мучит студентов топтанием на единственной фразе писателя, анализируя её и так и эдак. 
«Главное, убегайте лжи, всякой лжи, лжи себе самой в особенности. Наблюдайте свою ложь и вглядывайтесь в неё каждый час, каждую минуту. Брезгливости убегайте тоже и к другим, и к себе: то, что вам кажется внутри себя скверным, уже одним тем, что вы это заметили в себе, очищается. Страха тоже убегайте, хотя страх есть последствие всякой лжи. Не пугайтесь никогда собственного вашего малодушия в достижении любви, даже дурных при этом поступков ваших не пугайтесь очень…» (Ф. М. Достоевский «Братья Карамазовы»)
Единственная, кто не смеется за его спиной — студентка Софи. Ей он представляется наивным и очень милым. Девушка работает в книжном магазине, и целый день потерянно бродит среди посетителей, пытаясь предлагать свою помощь по книгам. Романтик по натуре, она все свои наблюдения над внешним миром записывает в толстую тетрадь.
Джуд очарован и влюблен, но не находит взаимности — вместо этого девушка лишь наблюдает за происходящим со стороны, и никак не проявляет заинтересованности. Приходя к нему в гости, она всего на всего поддерживает их бесконечный спор, о котором напишет тут же в своем неизменном дневнике.

## Характеристики
Фильм насыщен типичными для Хартли чудаковатыми шутками: танцующие без музыки люди, побирушка, просящая не денег, а предлагающая себя в жены. «Рваные» диалоги с философским смыслом, темы доверия, драмы любовных отношений и чувства достоинства в мире, который оценивает лишь материальные, но не духовные достоинства — излюбленные черты фильмов Хартли.
Фильм длится всего 53 мин. и выстроен в спокойной манере, состоящей из диалогов главных героев.

## В ролях
- Мартин Донован — Джад
- Мэтт Мэллой — Генри
- Джули Кесслер — Джилл (в титрах указана как Джули Сакмен)
- Меррит Нельсон — Кэти
- Мэри Б. Уорд — Софи

## Даты премьер
Даты приведены в соответствии с данными IMDb.
- Австралия — 26 ноября 1993
- Франция — 8 декабря 1993